# Абхазька православна церква
Абха́зька правосла́вна це́рква (рос. Абхазская Православная церковь) або Піцу́ндський католикоса́т (рос. Пицундский католикосат) — нечисельна східно-православна церква в Абхазькій Автономній Республіці Сакартвело, яка не визнається іншими східно-православними церквами як помісна автокефальна церква, включаючи Московський патріархат, де-юре визнається юрисдикція Піцундської і Сухумо-Абхазької єпархії Грузинської апостольської автокефальної православної церкви. Де-факто, православні клірики в Абхазії з початку 2000-х років підпорядковуються Майкопській єпархії Московського патріархату. Використовує у своїй літургії візантійський обряд, новомосковський ізвод церковнослов'янської, абхазьку і грузинську мови, юліанський календар, вона є частиною Східного християнства.
Її історичне існування, як автономної заперечується Грузинським патріархатом. У Церкві Грузії посилаються на історичні свідчення, які доводять, що Абхазія є частиною Грузинської апостольської автокефальної православної церкви з VII століття, і що в митрополії Абхазії завжди були грузинські ієрархи і вона була під юрисдикцією Церкви Грузії, як її постійна частина.
Церква не отримала визнання з боку помісних східних православних церков; з травня 2011 року існує розкол всередині неї, який був учинений при діяльній участі ієромонахів Дорофея (Дбара) і Андрія (Ампара), за що вони і були заборонені в священнослужінні. Московські історики вважають, що Православна церква Абхазії історично існувала як автономна одиниця. Наразі Московський патріархат шантажує Церкву Грузії визнанням Піцундського католикосату, якщо вона вступить у євхаристійне спілкування та визнає автокефалію Православної церкви України. У Грузинській церкві є побоювання, що в разі підтримки автокефалії Церкви України Московський патріархат може офіційно відібрати з її підпорядкування території сепаратистських регіонів Абхазії і Південної Осетії. Наразі вони непідконтрольні Грузинському патріархату фактично, але Церква Росії формально визнає ці регіони канонічною територією Грузинської церкви.

## Історія

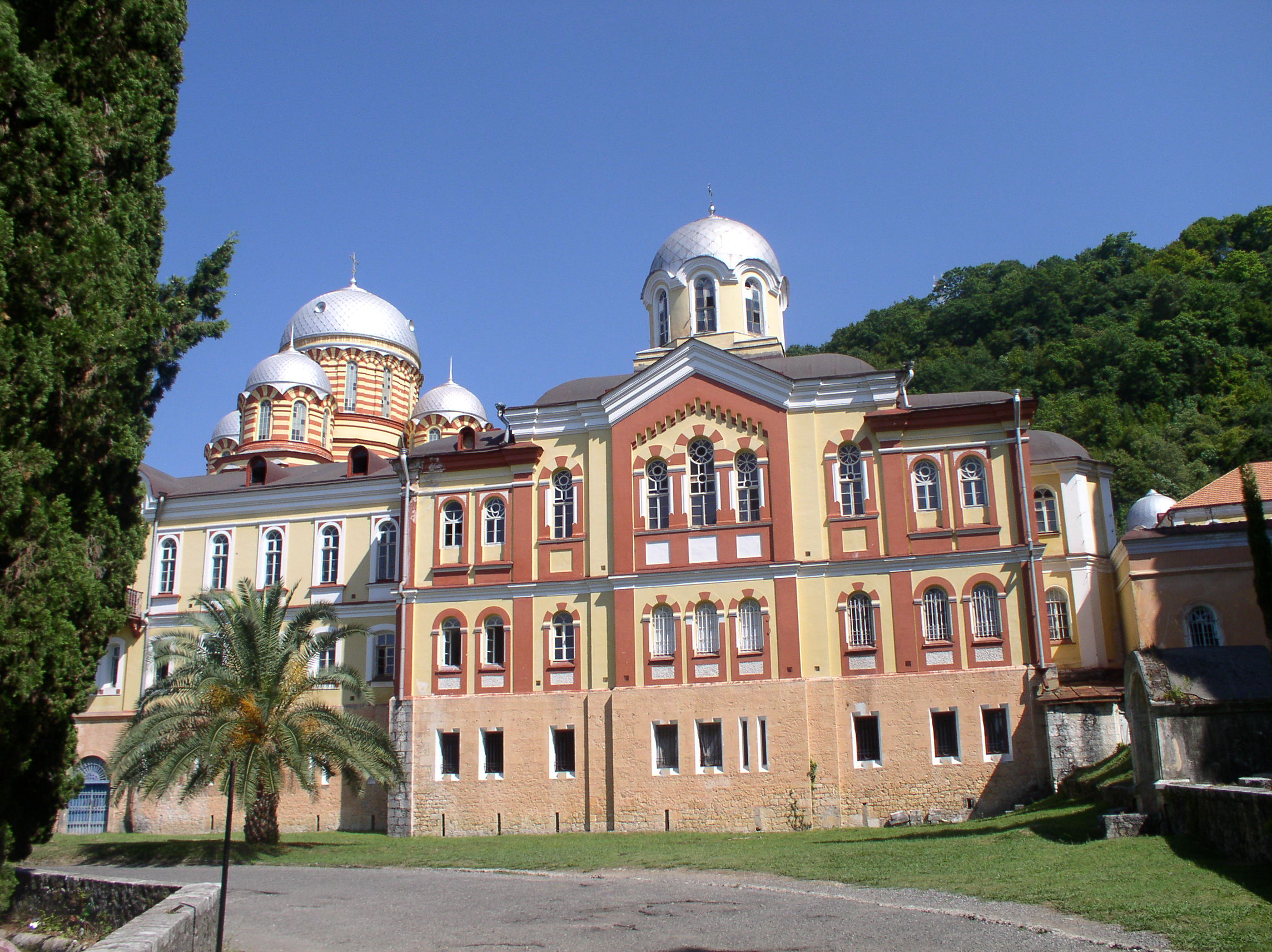
Новоатоський монастир

Після того як митрополит Данило (Датуашвілі), єпископ Грузинської церкви, внаслідок ураження Грузії в грузино-абхазькому конфлікті, в 1993 році покинув Сухумського єпархію, протоієрей Вісаріон Апліа вступив на посаду настоятеля Сухумського катедрального собору, прийнявши на себе посаду тимчасово керуючого єпархією, а також спробував налагодити відносини з Московським патрірархатом в зв'язку з чим кілька разів неофіційно зустрічався з Патріархом Алексієм II. Також неофіційно зустрічався з Католикосом Грузії Ілією II.
У 1998 році була створена Єпархіальна рада Сухумо-Абхазької єпархії. На першому засіданні Ради в тому ж році, був прийнятий Статут Єпархії та обрано керуючий єпархіальним Радою Сухумо-Абхазької єпархії священик Вісаріон Апліа. Молоді абхази, послані Вісаріоном на навчання в семінарії РПЦ, поверталися в єпархію з 1998 року.
У 1999 році настоятелем Новоатоського монастиря став випускник Московської іконописної школи — ієромонах Андрій (Ампаро).
У травні 2005 року в адигейськіЙ столиці Майкопі, за посередництва єпископа Майкопського Пантелеймона (Кутового), відбулися переговори протоієрея Вісаріона і духовенства монастирів на Новому Атосі і в Команах. У результаті було прийнято рішення про спільне управління єпархією. Ієрей Вісаріон і ієромонах Андрій були оголошені рівними співголовами єпархіальної ради, а остаточне вирішення проблем планувалося вирішити на церковному соборі.

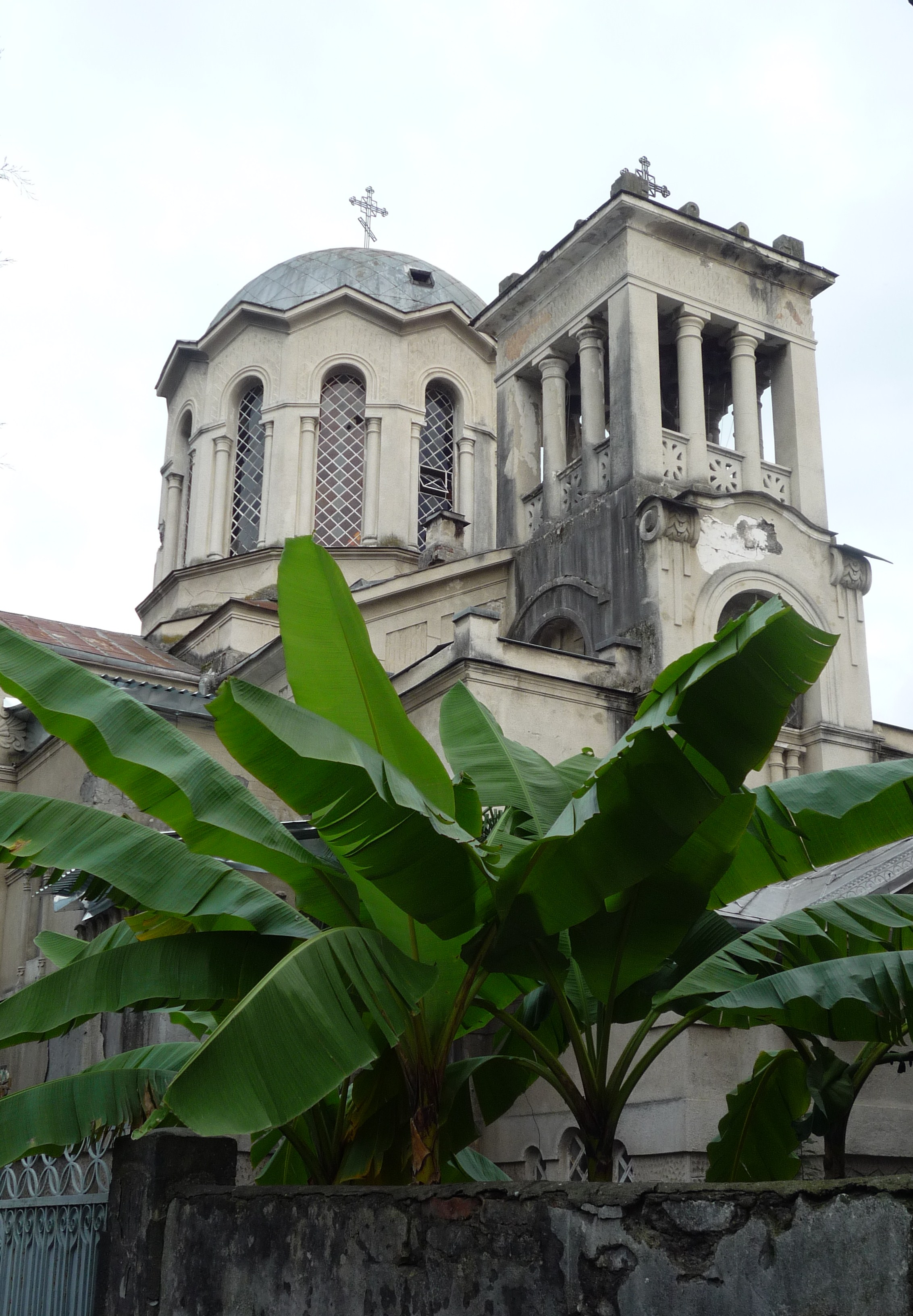
Абхазька православна церква в Сухумі, столиці невизнаної Республіки Абхазії

Через розбіжності з ієреєм Вісаріоном в січні 2007 року ієромонаху Дорофею (Дбар) довелося вирушити на навчання в Фессалонікійський університет, залишивши настоятельство в монастирі свт. Івана Золотоуста в Команах і ректорство в Новоатоському училищі. При подальшому настоятелю, призначеному ієреєм Вісаріоном, ієромонаха Григорія (Хоркін) монастир прийшов в запустіння, в 2007 році закрилося Новоатоське Духовне училище і регентська школа. Щоб уникнути подальших конфронтацій, ієромонах Андрій (Ампаро) відмовився від посади співголови ради. У березні 2007 року був прийнятий новий статут єпархії.
У липні 2009 року на засіданні Єпархіальних зборів за пропозицією о. Вісаріона Апліа секретарем Сухумо-Абхазької єпархії обраний ієромонах Андрій (Ампаро).
З 12 серпня 2008 року, після встановлення абхазького управління в верхів'ях Кодорі, під керуванням Абхазької єпархії виявився сванський монастир Святого Георгія в селі Ажара.

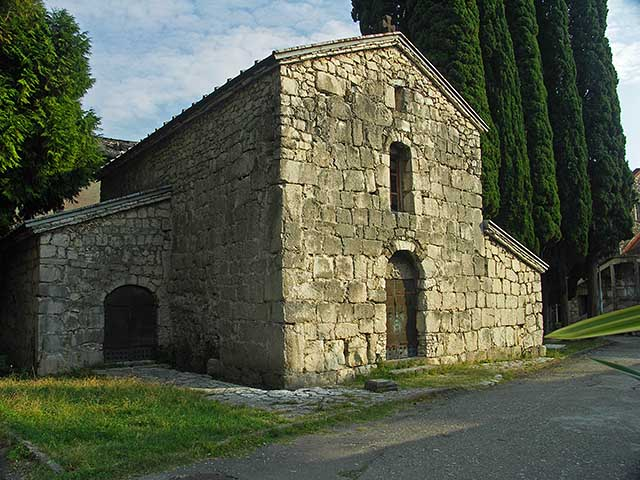
Церква в Гагрі

15 вересня 2009 року на позачерговому Єпархіальних зборах всього духовенства Абхазії були прийняті наступні рішення:
- Оголосити про припинення діяльності Сухумо-Абхазької єпархії Грузинської православної церкви на території Республіки Абхазія.
- Оголосити про створення Піцундської і Сухумської єпархій Абхазької православної церкви.
- Внести відповідні зміни до Статуту Єпархії.
- Підготувати відповідні звернення до всіх православних помісних церков, особливо ж до католікос патріарху Тбіліському і всієї Грузії, архиєпископу Мцхетскому Ілії II, а також патріарха Московського і всієї Русі Кирилу, Священним синодам Грузинської та Російської православних церков - з молитовної проханням у відновленні Абхазької православної церкви, припинила своє існування в 1795 році.
- 15 вересня 2009 року відзначити як пам'ятну дату православної церкви в Абхазії.

Після цього звернення протоієрей Микола Балашов, заступник голови Відділу зовнішніх церковних зв'язків Московського патріархату повідомив, що «Рішення про зміну статусу Православної церкви в тому чи іншому регіоні ніколи не приймаються в односторонньому порядку, так само як і питання про зміну канонічних церковних кордонів. Це питання для діалогу між помісними церквами. Між Московською та Грузинської церквами такий дружній і братній діалог ведеться, і ми сподіваємося спільними зусиллями досягти вирішення питання». Католикос-Патріарх всієї Грузії Ілія ІІ заявив, що «дана заява ми не повинні сприймати всерйоз, так як ні в кого немає права оголошувати незалежність від рідної Церкви».
24 жовтня 2009 голова ВЗЦЗ МП архієпископ Іларіон (Алфєєв), підтвердивши позицію Московського Патріархату про непорушність кордонів юрисдикції Грузинської Церкви, підкреслив, що, на його думку, в Абхазії немає розколу:
|  | Незважаючи на зміну політичних кордонів, ми як і раніше вважаємо Абхазію частиною канонічної території Грузинської Православної Церкви. Однак ми бачимо, що де-факто Грузинська Православна Церква там зараз присутні не може: жоден грузинський єпископ або священик не має можливості приїхати в Абхазію, щоб опікуватись віруючими. Значить, ми повинні допомогти здійснювати пастирську діяльність знаходяться там канонічно висвячений абхазьким священнослужителям. Ми повинні допомогти їм знайти хоча б тимчасовий канонічний статус. |

На виконання Постанови Єпархіального Зборів Піцундської і Сухумської єпархій Абхазької православної церкви, 4 листопада 2009 року клірики і миряни Абхазії звернулися до предстоятелів Помісних Православних Церков з «проханням про допомогу в богоугодних і благочестивому діянні, канонічному відновленні і відродження Абхазької православної церкви». Перше послання було адресовано блаженнійшого Ілії II, предстоятелю Грузинської православної церкви, друге, Кирилу, патріарху Московському і всієї Росії.

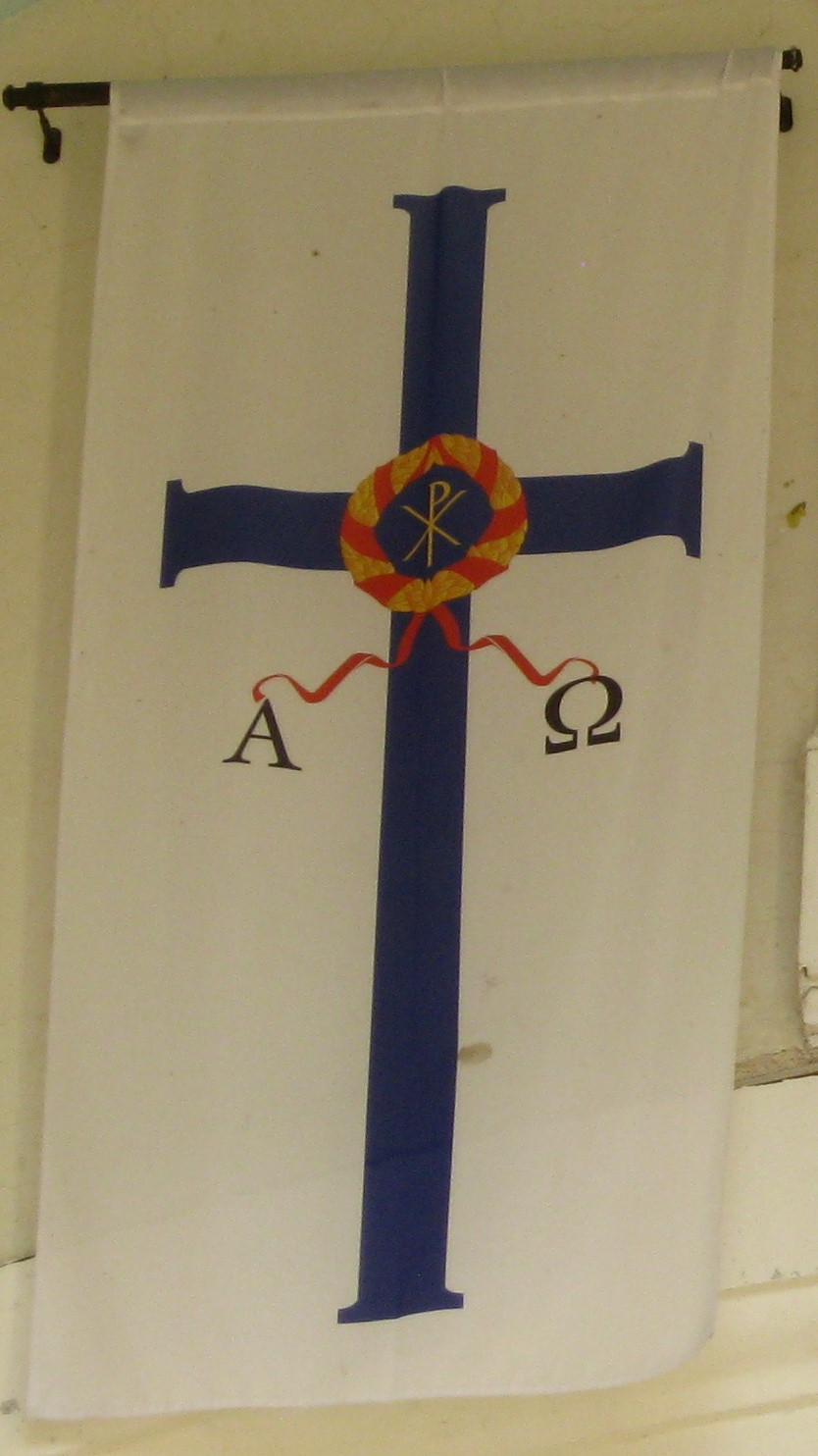
Штандарт Абхазької православної церкви

У зв'язку рішенням Священного Синоду Грузинської православної церкви від 21 грудня 2010 року про внесення в титул грузинського Патріарха згадки Абхазії, духовенство Абхазької православної церкви звернулося до ієрархів Церкви Грузії з братнім посланням.
У квітні 2011 року було повідомлено, що в зв'язку з неодноразовими зверненнями ієрея Вісаріона Апліа, Патріарх Московський і всієї Росії Кирил направив в Новоатоський монастир нового настоятеля ігумена Єфрема (Виноградова). Призначення останнього — замість ієромонаха Андрія (Ампаро) — викликало хвилю обурень та гостру реакцію серед братії монастиря і низки інших членів Абхазької церкви.
15 травня 2011 року на церковно-народному зібранні в Новоатоського монастирі, на якому були присутні 1116 кліриків і мирян, а також представники парламенту та громадських організацій Абхазії, інших релігійних конфесій був «створено Раду Абхазької митрополії. Рада є діючим органом управління Священної митрополії Абхазії з катедрою в Новому Атосі, до вирішення канонічного статусу Православної церкви в Абхазії і освіти повноцінних інститутів керівництва партії». Головою Ради Абхазької митрополії і кандидатом в єпископи митрополії був обраний архимандрит Дорофей (Дбар). Священна митрополія Абхазії зареєстрована в Міністерстві юстиції республіки.
У грудні 2011 року в зв'язку з приватним візитом в Сухумі ієрарха Церкви Греції єпископа Хрістіанупольского Прокопія (Петрідіса), Грузинська православна церква направила главі Церкви Греції ноту протесту, вказуючи на відсутність дозволу на даний візит з боку Грузинського патріархату.
9 січня 2012 року, члени Священної митрополії Абхазії були прийняті Вселенським патріархом Вартоломієм І, членом Священного Синоду Вселенського патріархату Константинополя і головою Міжправославної комісії митрополитом Пергамським Іваном (Зізіуласом) і архиграматевсом (старшим секретарем) патріархату, архимандритом Вартоломієм (Самарасом), який пообіцяв абхазьким клірикам свою підтримку у вирішенні питання про канонічний статус митрополії Абхазії. Представник Московського патріархату протоієрей Микола Балашов скептично прокоментував інформацію про можливі контакти Вселенського патріархату Константинополя з забороненими кліриками Майкопської єпархії архимандритом Дорофєєв (Дбар) і ієромонахом Андрієм (Ампаро), а Грузинський патріархат пообіцяв зробити офіційне повідомлення лише після повторного огляду інформації.
31 січня в конференц-залі Абіга ім. Д. І. Гуліа пройшов круглий стіл, присвячений проблемам абхазького церковного питання. За підсумками засідання було створено оргкомітет з проведення Народних зборів (сходу) на площі Свободи в м Сухумі.
3 лютого 2012 року на площі Свободи м Сухумі пройшло санкціоноване владою Народні збори (сход) з питання вирішення абхазького церковного питання. На сході взяли участь представники державних і громадських організацій, інтелігенції, мешканці міст і сіл країни. Схід прийняв Звернення до президента і парламенту РА, Московському патріарху Кирилу і Вселенському патріарху Вартоломію I.
22 жовтня 2018 року Церковна Рада Абхазької православної церкви виступив із заявою, що засуджує дії Вселенського патріархату Константинополя в Україні. Церковна Рада підтримала позицію Московського патріархату і закликала «не вступати в молитовне і євхаристійне спілкування з тими, хто розділяє і намагається панувати, зневажаючи церковні канони і правила».

## Організація та структура
Тимчасове управління Абхазької церквою здійснює ієрей Вісаріон Апліа. На даний момент Абхазька церква розколота.

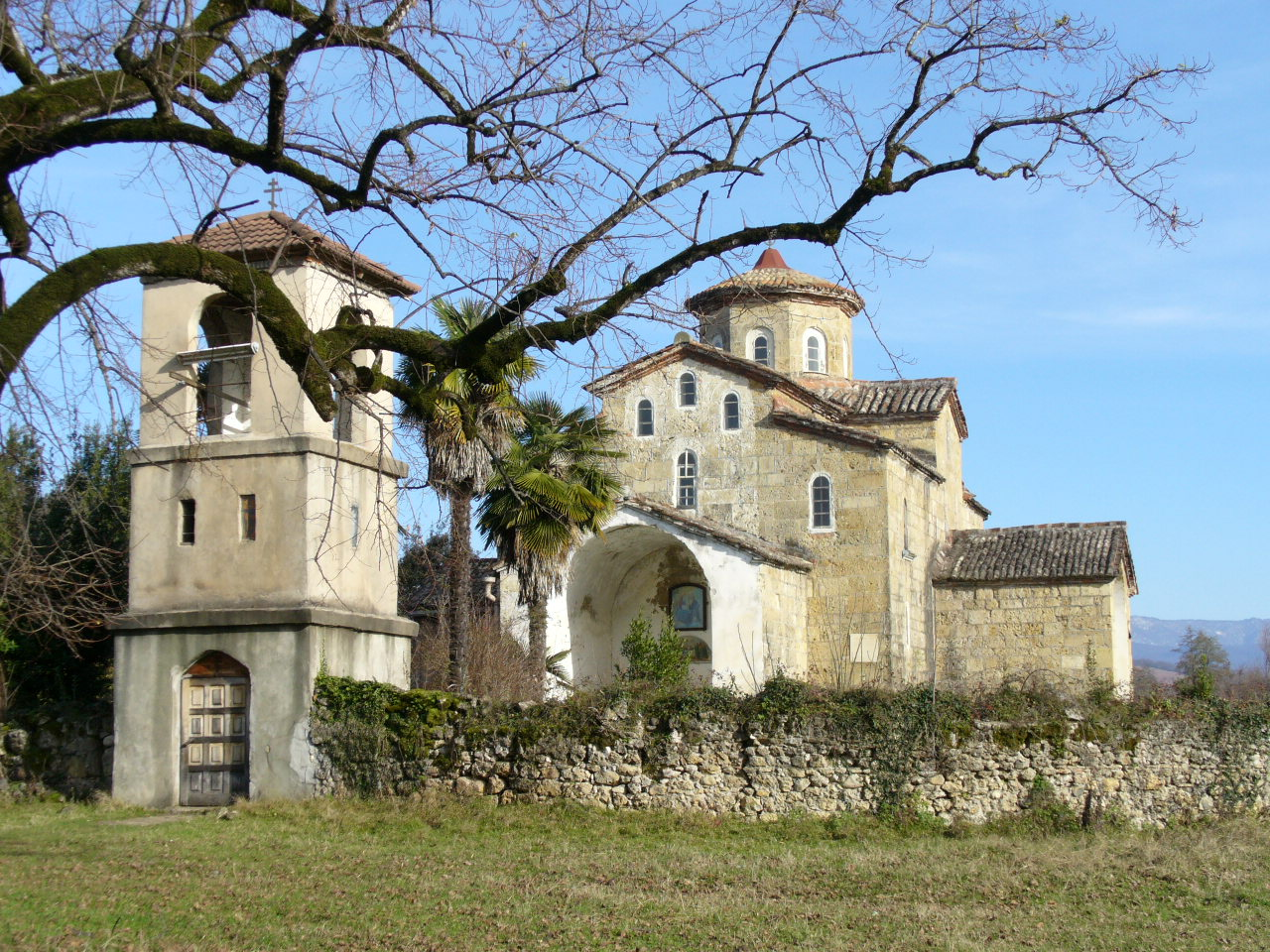
Собор в селі Ліхні

Кількість парафій на 2006 рік — 10, монастирів — 1 (свт. Івана Золотоустого в с. Коман на місці поховання святителя, в 15 км на північ від Сухумі). Пізніше число збільшилося: монастирів 2, парафій 15, загальне число церков — 144.
Після війни 1992-1993 в Абхазії залишилося всього 4 священика: 3 росіян: протоієрей Петро Самсонов (настоятель Успенського собору в Лихни), ієромонах Павло Харченко та ігумен Віталій Голуб, і один абхаз — Вісаріон Апліа.
На 2011 рік в клірі Абхазької православної церкви перебуває близько 9 священнослужителів, з них 4 ченців.
Богослужіння відбуваються на церковнослов'янською мовою, в деяких храмах окремі вигуки, Символ віри і Отче наш можуть потім повторюватися абхазькою. У Гальському районі діє прихід в храмі вмч. Георгія Побідоносця. Настоятель ієрей Матвій Тужба здійснює богослужіння на церковнослов'янською, абхазькою і грузинською мовами.
10 лютого 2011 рішенням так званого Уряду Абхазії в безоплатне і безстрокове користування Абхазької православної церкви було передано 38 храмів з числа об'єктів історико-культурної спадщини Абхазії, в результаті чого Абхазька православна церква стала найбільшим землекористувачем Абхазії.
У лютому 2014 року в Сухумі відкрито духовне училище імені Святого Івана Золотоустого.

## Світлини

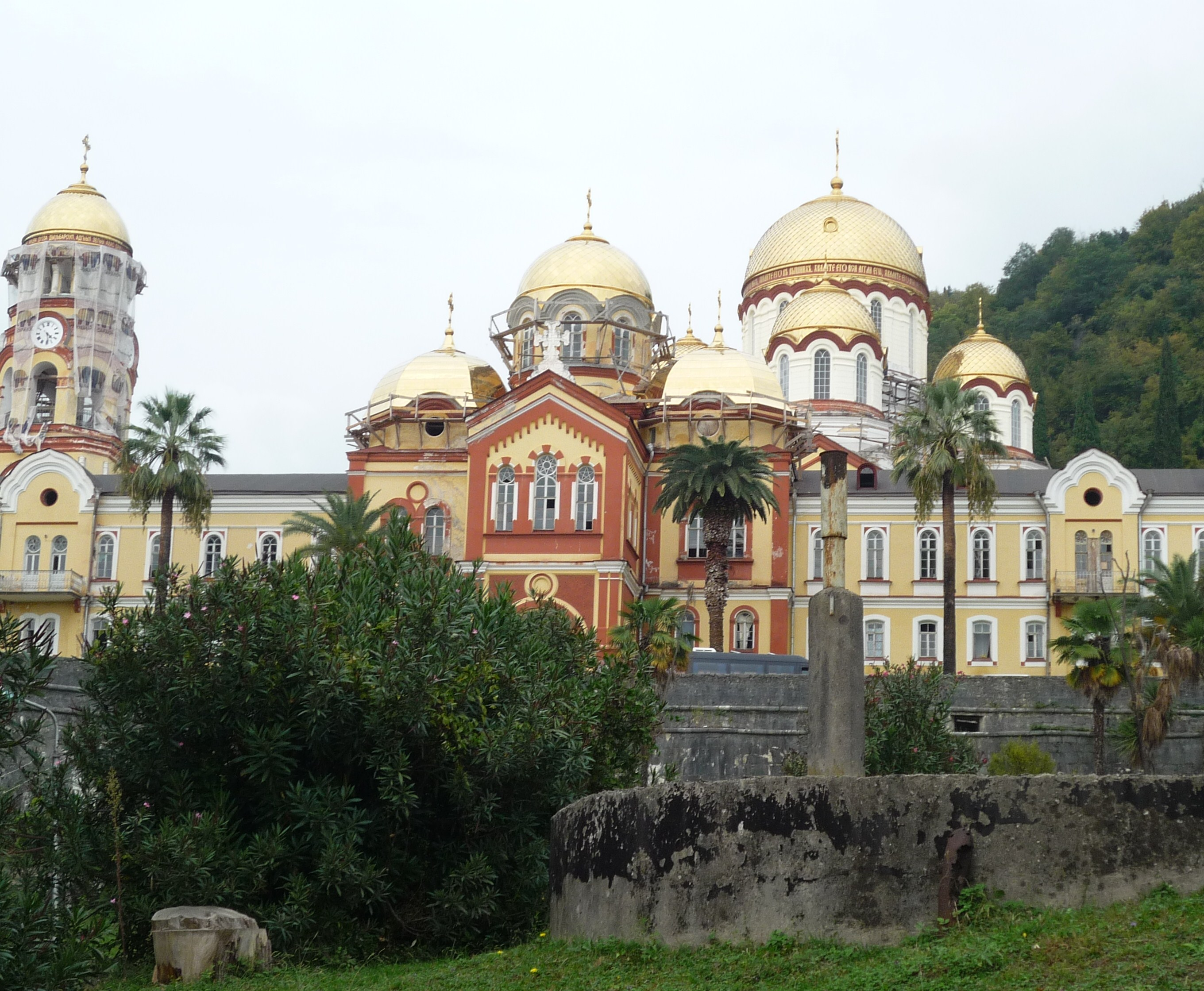
Новоатоський монастир
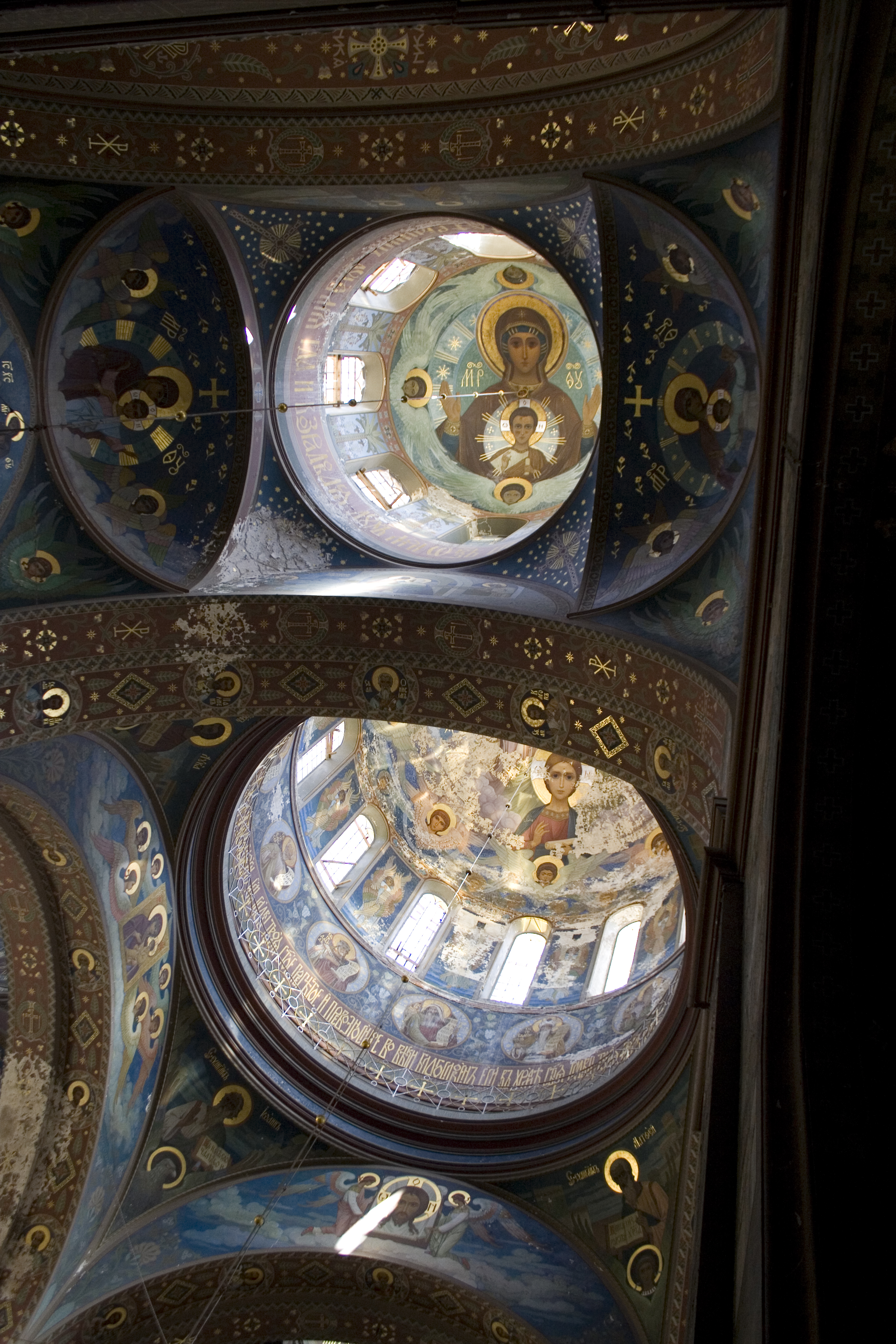
Фрески новоатоського монастиря
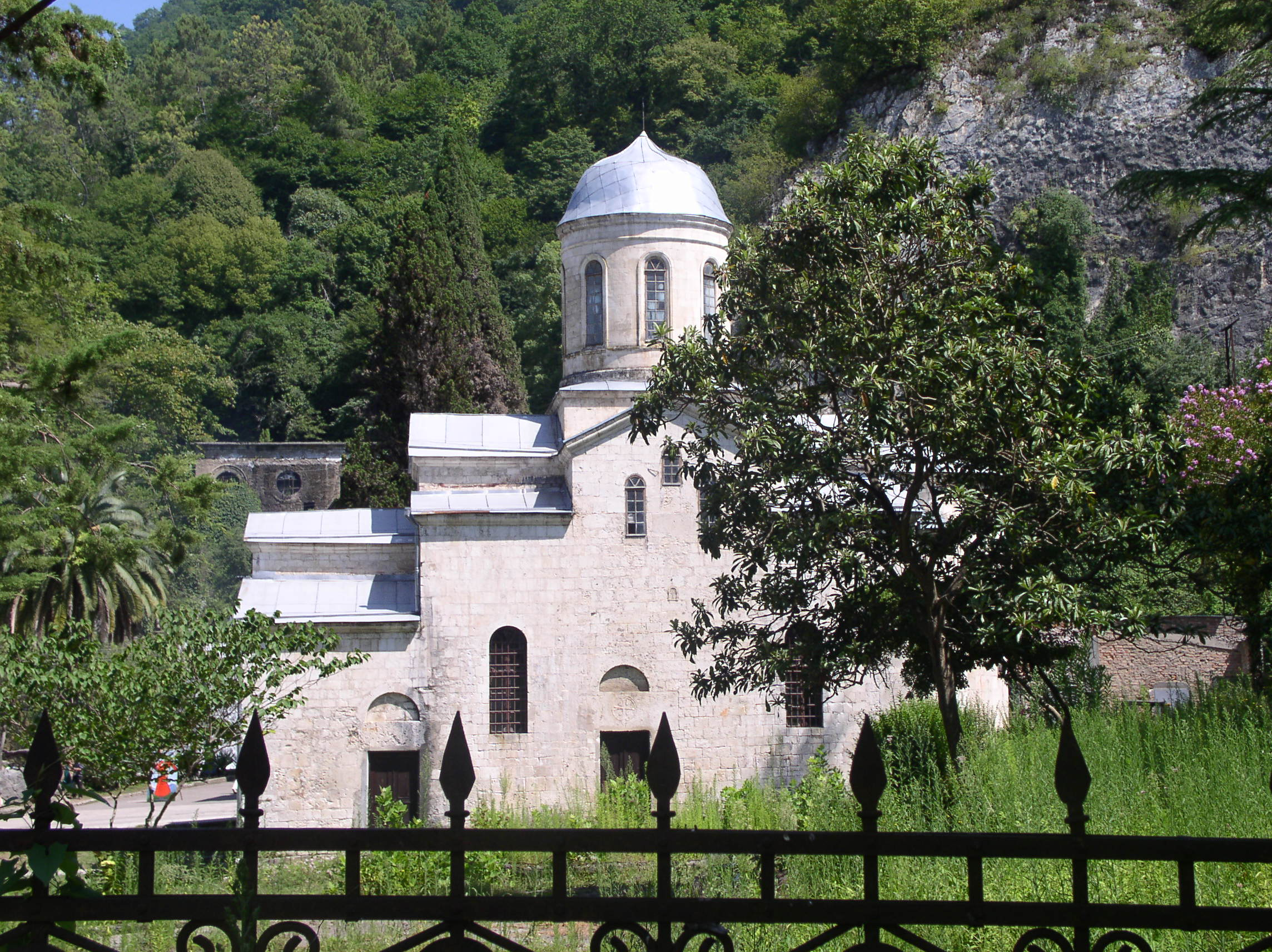
Церква святого Симона Ханаанського, Новий Атос
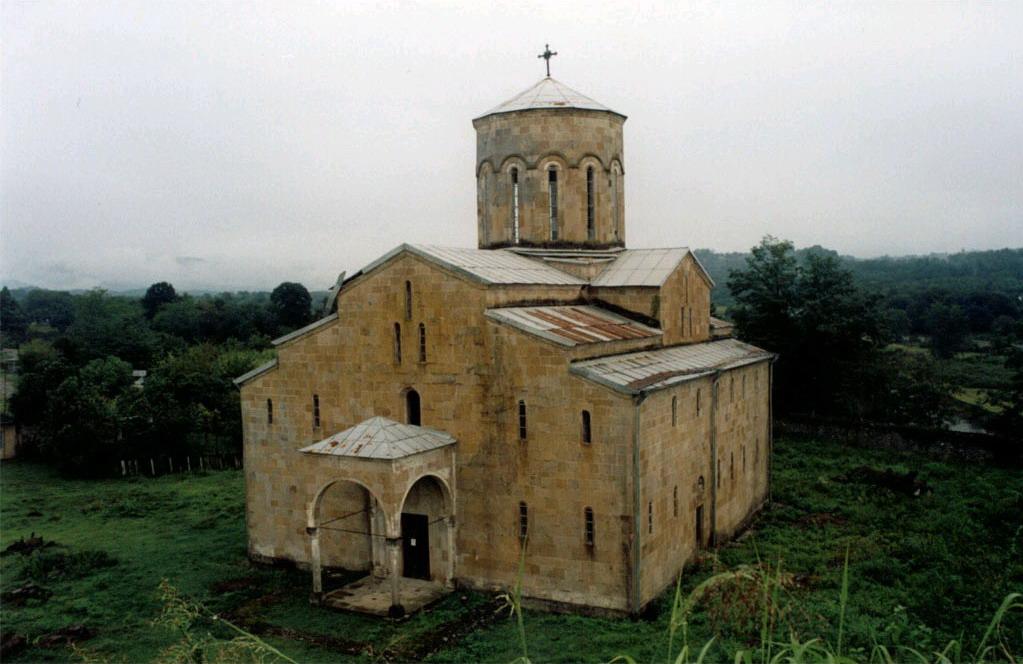
Моквський собор
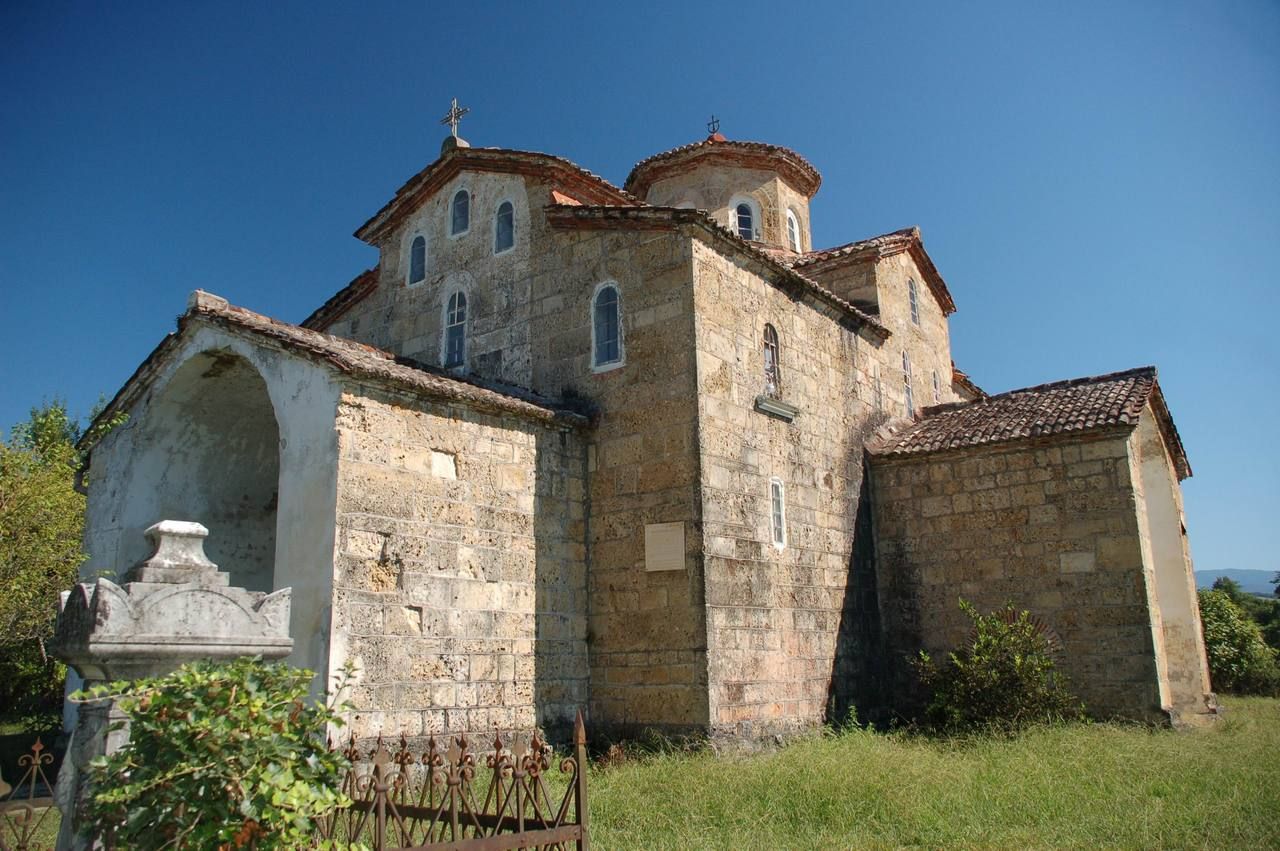
Ліхнінська церква